# Vuata Ono
Vuata Ono, auch Bereghis Reef, ist ein ringförmiges Korallenriff im äußersten Südosten des Inselstaates Fidschi im Pazifischen Ozean. 

## Geographie
Vuata Ono liegt 12 km südwestlich von Ono-i-Lau – der südlichsten bewohnten Landmasse Fidschis – im Lau-Archipel. Das atollartige Riff liegt komplett unter der Meeresoberfläche und weist eine Länge von knapp 6 km sowie eine Breite von bis zu 2,5 km auf. Die vollständig von einem Saumriff umschlossene Lagune hat eine Fläche von rund 4 km². Vuata Ono war namensgebend für die 1985 geschaffene Vuata Ono Marine Protected Area, ein 7,5 km² großes Meeresschutzgebiet, welches jedoch das benachbarte Atoll Ono-i-Lau umfasst.